# Fabio Pagliara
Fabio Salvatore Pagliara (Roma, 11 luglio 1964) è un ex pallavolista e dirigente sportivo italiano.

## Biografia
Nato a Roma nel 1964, cresciuto a Catania, il padre Bruno, salentino di Tuglie, è stato calciatore nel ruolo di portiere nelle giovanili della Lazio, della cui prima squadra ha fatto parte nella stagione 1951-52.
Pallavolista nel ruolo di palleggiatore, ha iniziato nelle giovanili del CUS Catania, per poi approdare in prima squadra nella stagione 1980-81, in Serie A2, in cui si impone subito come uno degli elementi migliori. In seguito milita, sempre in A2, nella Libertas San Cristoforo, poi divenuta Libertas Giarre, ma nel 1984, gli viene diagnosticato un lieve disturbo cardiaco che lo costringe ad interrompere prematuramente, a soli 20 anni, la propria carriera. Considerato una promessa della pallavolo italiana dell'epoca, malgrado avesse militato in squadre tecnicamente modeste, aveva avuto la sua prima convocazione in Nazionale Under-21, a cui per il suddetto problema dovette rinunciare.
Laureato in giurisprudenza all'Università degli Studi di Catania nel 1986, dopo aver abbandonato l'attività agonistica, prosegue il proprio impegno nella pallavolo in qualità di dirigente: nella stagione 1989-90, è direttore generale della Pallavolo Catania che milita in Serie A1. Dal 1990 al 2000, Pagliara ha successivamente ricoperto incarichi dirigenziali e di consigliere presso la Federazione Italiana Pallavolo e la Lega Pallavolo Serie A (di cui è stato segretario generale nel 1994-95), nelle quali si è occupato dell'organizzazione di numerosi tornei.
Dal 2000 al 2004, ha fatto parte dell'organigramma del Calcio Catania in qualità di direttore organizzativo, e nel periodo in cui ha operato nella società rossoazzura (all'epoca di proprietà di Luciano Gaucci), assieme a giornalisti locali ha dato vita al progetto Pianeta Catania, testata giornalistica sportiva attiva dal 2003. Nel 2003-07, è stato consulente tecnico per lo Sport dell'ANCI per tutto il territorio nazionale. Nel 2008-09 è stato amministratore delegato della squadra di pallavolo maschile della SP Catania, che in quella stagione militava in Serie A2. Nel 2008-13, Pagliara è stato segretario generale della Federazione Italiana Hockey (FIH), e nel 2013-20 ha ricoperto il medesimo incarico alla Federazione Italiana di Atletica Leggera (FIDAL). Dal 2019 è componente della Commissione Ambiente e Territorio dei Comitati Olimpici Europei. È inoltre docente a contratto nel Master in Business Administration (MBA) in Diritto e Management dello Sport presso la Link Campus University di Roma.
Nel gennaio 2020, assieme a Maurizio Pellegrino è rappresentante di una cordata di imprenditori e liberi professionisti, con i quali a maggio costituisce la società Sport Investiment Group Italia S.p.A., nota come SIGI, che il 23 luglio rileva il Calcio Catania, a rischio fallimento, attraverso la procedura competitiva indetta dal tribunale fallimentare del capoluogo etneo. Nove mesi più tardi, ad ottobre, Pagliara è tra i firmatari e promotori del documento "L'Italia che si muove", redatto da Mauro Berruto, che indica 13 azioni per garantire la sopravvivenza del movimento sportivo in Italia nel periodo del COVID-19.
In periodi diversi ha collaborato con il Comune di Catania, nel quale è stato direttore organizzativo degli eventi nel 1997-99, ed esperto del Sindaco per le politiche sportive Catania nel 2013, e con la Provincia Regionale di Catania, nella quale è stato direttore dell'ufficio sport nel 2006-07.

## Opere
- Di corsa! of course, co-autore con Livio Gigliuto, Catania, Malcor D'edizione (2017).
- Sportcity. Viaggio nello sport che cambia le città, co-autore con Paolo Di Caro, Catania, Malcor D'edizione (2020).